# Рустамян, Армен Езнакович
Арме́н Езна́кович Рустамя́н (арм. Արմեն Ռուստամյան, 1 марта 1960 — село Зангатакун Араратский район) — депутат парламента Армении.

## Биография
- 1978—1983 — Учился в Российском Университете Дружбы Народов. Физик.
- 1983—1984 — служил в советской армии.
- 1984—1991 — научный сотрудник Ереванского государственного университета.
- 1991—1993 — главный специалист армяно-французского СП.
- 1993—1994 — научный сотрудник института теоретической и прикладной оптики г. Орсе (Франция).
- 1999—2003 — был депутатом парламента. Заместитель председателя постоянной комиссии по внешним сношениям. Член партии «АРФД».
- 2003—2007 — был депутатом парламента. Председатель постоянной комиссии по внешним сношениям. Член «АРФД». Представитель Верховного органа «АРФД» Армении.
- 2007 — 2012 — депутат Национального собрания Армении. Член партии «АРФД».
- 6 мая 2012 года — избран депутатом НС по пропорциональной избирательной системе от партии «АРФД»